# Kuuvajoki
Kuuvajoki är ett vattendrag i Finland.   Det ligger i landskapet Egentliga Finland, i den sydvästra delen av landet, 170 km väster om huvudstaden Helsingfors.